# Schulhaus Grauingen
Das Schulhaus im Calvörder Ortsteil Grauingen befindet sich in der Dorfstraße 39. Das Gebäude steht unter Denkmalschutz.

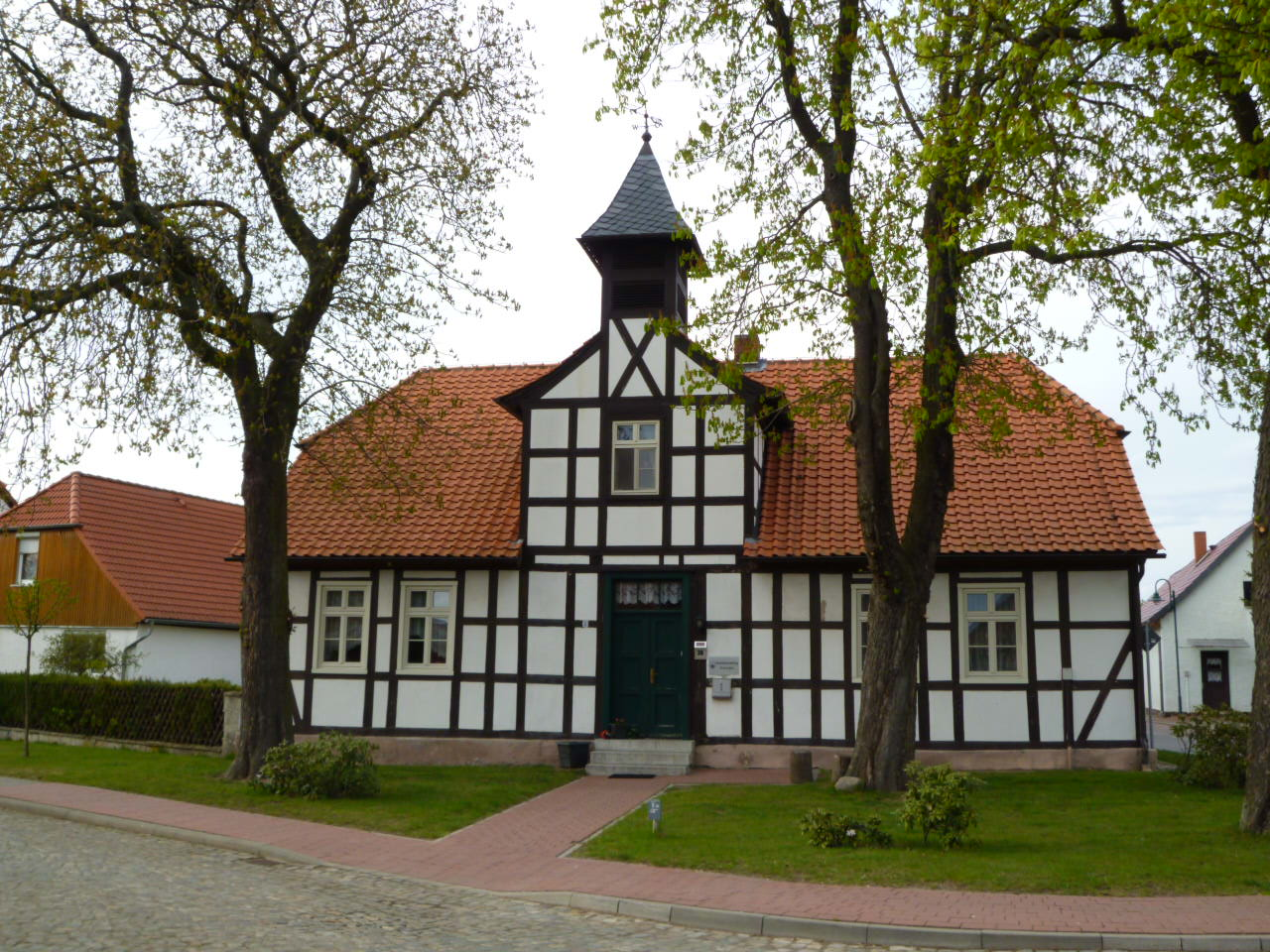
Das Schulhaus

## Architektur und Geschichte
Heute ist das Gebäude besonders gut erhalten und ist ein der älteren Tradition folgender Schulhausbau in der Region. Das eingeschossige in Fachwerkbauweise erbaute Schulhaus ist lang gestreckt und hat einen niedrigen Sandsteinsockel sowie ein Knüppelwalmdach. Das Zwerchhaus besitzt einen offenen Fachwerkglockenturm, der sich asymmetrisch über dem Eingang befindet. Das Schulhaus wurde 1832 errichtet. Zusammen mit den den Eingang rahmenden Kastanien ist dieses Gebäude ein wesentliches historisches Bauwerk im Ort. Durch seine zentrale Lage am Dorfplatz ist es von hoher städtebaulicher Bedeutung.
Das Gebäude war bis zum 31. Dezember 2009 Sitz der Gemeindeverwaltung von Grauingen.